# Mano derecha de Dios

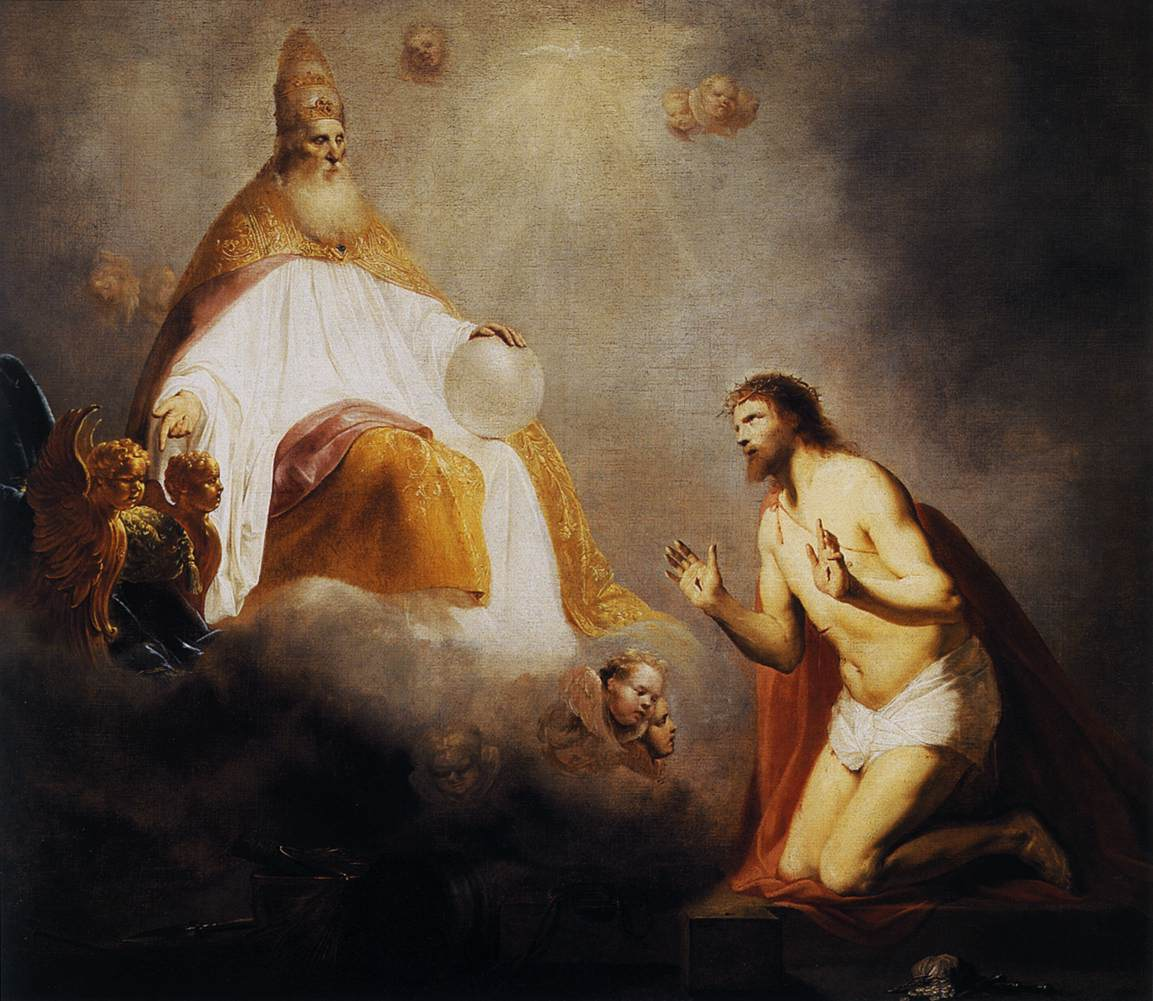
Dios invita a Cristo a sentarse en el trono a su derecha (1645) de Pieter de Grebber

La mano derecha de Dios (Dextera Domini, «mano derecha del Señor» en latín) puede referirse en la Biblia y en el habla común como metáfora de la omnipotencia de Dios y como motivo en el arte.
En la Biblia, estar a la derecha «es ser identificado como estar en el lugar especial de honor». En la parábola de Jesús sobre las ovejas y las cabras, las ovejas y las cabras son separadas poniendo a las ovejas a la derecha de Dios y las cabras a la izquierda.
También representa la ubicación junto a Dios en el Cielo, en el sitio tradicional de honor, mencionado en el Nuevo Testamento como la sesión de Cristo, tanto por los evangelios sinópticos (en el Evangelio de Marcos 16, 19, en el de Lucas 22, 69, y en el de Mateo 26, 64) como por el libro de los Hechos de los Apóstoles 2, 34 y 7, 55, y por la Primera epístola de Pedro 3, 22, entre otros lugares. Estos usos reflejan el empleo de la frase en el Antiguo Testamento, por ejemplo en los Salmos 63, 8, y 110, 1.
Las implicaciones de esta forma de hablar antropomórfica han sido ampliamente discutidas por los teólogos, entre ellos santo Tomás de Aquino.